# The Promise Ring
The Promise Ring var ett amerikanskt emoband, bildat i Milwaukee, Wisconsin, USA 1995. Bandet splittrades 2002, men återförenades 2005 och 2011-2012. Dessutom återförenades de för en spelning 2015. Gruppen har inte släppt något nytt material sedan 2002.

## Diskografi

### Studioalbum
- 1996 – 30° Everywhere (Jade Tree Records)
- 1997 – Nothing Feels Good (Jade Tree Records)
- 1999 – Very Emergency (Jade Tree Records)
- 2002 – Wood / Water (ANTI Records)

### EP-skivor
- 1995 – Watertown Plank b/w Mineral Point (Foresight Records)
- 1996 – Falsetto Keeps Time (Jade Tree Records)
- 1997 – The Horse Latitudes (Jade Tree Records)
- 1998 – Boys + Girls (Jade Tree Records)
- 2000 – Electric Pink (Jade Tree Records)